# Andert-et-Condon
Andert-et-Condon – miejscowość i gmina we Francji, w regionie Owernia-Rodan-Alpy, w departamencie Ain.

## Demografia
Według danych na rok 2020 gminę zamieszkiwały 332 osóby, a gęstość zaludnienia wynosiła 47,8 osób/km².